# 美丽胡枝子
美丽胡枝子（学名：Lespedeza formosa）是一种豆科植物，也稱臺灣胡枝子、毛胡枝子，產於東亞日本、中國、韓國、臺灣。

## 分布
- 中国：分布于山东、河南、陕西、甘肃、云南、贵州、广东、海南等省区。[1]

- 臺灣：分布在北部、中部及東部，從中海拔山地至2.500公尺高都有，一般生長於路邊或原野 [2]。